# بثانی اهلمن
بثانی لیست اهلمن یک زمین‌شناس آمریکایی و استاد علوم سیاره‌ای در مؤسسه فناوری کالیفرنیا است. اهلمن یکی از محققان برجسته در زمینه زمین‌شناسی سیاره‌ای است و همچنین رئیس انجمن سیاره‌ای، مدیر مؤسسه مطالعات فضایی کک و دانشمند پژوهشی در آزمایشگاه پیشرانه جت ناسا است.

## تحصیلات و حرفه اولیه
اهلمن در جنوب کالیفرنیا متولد شد و در تالاهاسی، فلوریدا بزرگ شد. او در سال ۲۰۰۴ مدرک لیسانس هنر خود را از دانشگاه واشینگتن در سنت لوئیس دریافت کرد، جایی که به عنوان یکی از بورسیه‌های کامپتون شناخته شد. در سال دوم خود، وی موفق به دریافت بورسیه بری ام. گلدواتر و بورسیه موریس ک. اودال شد.
او با پروفسور ریموند آرویدسون در عملیات مریخ‌نوردهای اسپیریت و فرصت در JPL برای ۹ ماه اول عملیات آن‌ها همکاری کرد و همراه با گروهی از دانشجویان آکادمی اخترزیست‌شناسی ناسا آمس، روی یک مقاله دربارهٔ فواید اکتشاف انسانی در مریخ کار کرد. او سپس در سال ۲۰۰۴ به عنوان بورسیه رودز در دانشگاه آکسفورد تحصیل کرد. در آنجا، دو مدرک کارشناسی ارشد علوم دریافت کرد؛ یکی در تغییرات زیست‌محیطی و مدیریت تحت راهنمایی جان بوردمن که در سال ۲۰۰۵ اهدا شد، و دیگری در جغرافیا تحت راهنمایی هدر وایلز که در سال ۲۰۰۷ اعطا شد.
در طول حضور خود در آکسفورد، او در تحلیل داده‌های سنجش از دور برای ارزیابی سایت‌های امن فرود برای مریخ‌نوردهای اکتشافی مریخ در یک مطالعه سال ۲۰۰۵ مشارکت کرد.
پایان‌نامه کارشناسی ارشد تحقیقاتی او در جغرافیا با عنوان «توسعه تکنیک‌های کمی برای ارزیابی مورفولوژی شکست سنگ‌ها: یک مطالعه موردی از سنگ‌های بازالتی در منطقهچنل اسکیبلندز، واشینگتن، ایالات متحده» بود.
اهلمن سپس به ایالات متحده بازگشت تا برای دریافت مدرک کارشناسی ارشد و دکترای خود در علوم زمین‌شناسی به دانشگاه براون بپیوندد و در گروه تحقیقاتی جان اف. ماسترد فعالیت کند. در دوران دکترا، تمرکز او بر مطالعه مریخ تغییر یافت و از داده‌های طیفی مداری ابزار CRISM، یک طیف‌سنج مرئی-مادون قرمز بر روی مدارگرد شناسایی مریخ که داده‌هایی از سطح و جو مریخ جمع‌آوری می‌کند، استفاده کرد. CRISM برای شناسایی امضای طیفی مواد معدنی مختلف استفاده می‌شود تا مواد معدنی موجود در مریخ را شناسایی کرده و فرضیاتی دربارهٔ فرآیندهای زمین‌شناسی که سیاره را در طول تاریخ آن شکل داده‌اند، ایجاد کند.
با استفاده از داده‌های CRISM، اهلمن اولین کسی بود که سنگ‌های دارای کربنات را در مریخ شناسایی کرد که نشان‌دهنده این است که آبی که در زمان تشکیل این سنگ‌ها روی مریخ وجود داشته، دارای pH خنثی تا قلیایی بوده است.
او همچنین شواهدی برای وجود ماده معدنی تولیدکننده متان به نام سرپانتین در مریخ کشف کرد. این کشف ممکن است نشانه‌ای از حیات گذشته در مریخ باشد، زیرا سرپانتین از ماده معدنی به نام اولیوین از طریق یک فرایند هیدروترمال به وجود می‌آید که می‌تواند به‌عنوان منبع انرژی برای میکروب‌های تولیدکننده متان عمل کند.
پایان‌نامه دکترای او که در سال ۲۰۱۰ با عنوان «محیط‌های اولیه مریخ از طریق طیف‌سنجی نزدیک به مادون قرمز مواد معدنی تغییر یافته» منتشر شد، به بررسی فرآیندهای آبی که در دوران اولیه تاریخ مریخ (دوران نواچین؛ بیشتر از ۳٫۷ میلیارد سال پیش) رخ داده بودند، پرداخت.
این پژوهش تا حدی با هدف درک بهتر تغییرات قابلیت سکونت مریخ در طول زمان و نیز فهمیدن چگونگی تکامل محیط‌های آبی در مریخ انجام شد. پایان‌نامه او جایزه جوکوسکی دانشگاه براون را برای پایان‌نامه برجسته دکترا دریافت کرد.
پس از دریافت مدرک دکترا، اهلمن به‌عنوان یک بورسیه ماری کوری اتحادیه اروپا در مؤسسه اخترفیزیک فضایی در دانشگاه پاریس سود فعالیت کرد.